# Dazu
Dazu (chiń.: 大足区, pinyin: Dàzú Qū) – dzielnica w zachodniej części miasta wydzielonego Chongqing, w Chinach. Na terenie dzielnicy znajduje się kompleks rzeźb skalnych, wpisanych na listę światowego dziedzictwa UNESCO.